# Cerceis carinata
Cerceis carinata is een pissebed uit de familie Sphaeromatidae. De wetenschappelijke naam van de soort is voor het eerst geldig gepubliceerd in 1970 door Glynn.